# Галицкие походы Мстислава Удатного
Галицкие походы Мстислава Удатного — военные экспедиции сил смоленских Ростиславичей по овладению Галицким княжеством в период борьбы за власть после смерти Романа Галицкого. Происходили в рамках общего усиления их позиций на Руси в период 1209—1222гг., когда они помимо Смоленского и Овручского княжеств контролировали также Новгород, Киев, Полоцк. Возглавлялись Мстиславом Удатным. Последовавший за походами период до смерти Мстислава часть историков оценивает как период относительного спокойствия в княжестве (1221—1227).
По одной из версий, Мстислав был внуком Ярослава Осмомысла, чем могут объясняться его успешные претензии на галицкий престол.

## Первоисточники
Галицко-Волынская летопись датирует первый захват Мстиславом Галича 1212 годом, второй — 1219 годом. Датировка летописи была проанализирована в сравнении с другими русскими и зарубежными источниками того времени и уточнена Грушевским М. С., который датирует первый поход 1219 годом, второй — зимой 1220/21гг., третий — весной 1221 года.
Новгородская первая летопись пишет о захвате Мстиславом Галича только в 1219 году, упоминая другие участвовавшие в этом силы — киевские с двоюродным братом Мстислава Владимиром Рюриковичем.
Лаврентьевская летопись упоминает только о финальном захвате Галича Мстиславом у венгров в 1221 году.
В любом случае захваты Мстиславом Галича у венгров вплетёны в такую последовательность событий:
- Венгро-польское соглашение в Спиши (1214), по которому Коломан вокняжился в Галиче, поляки получили Перемышль и Любачев, Даниил Романович в качестве компенсации[L 1] — Волынское княжество;
- Захват венграми у поляков Перемышля и Любачева;
- Приглашение Лешеком Белым Мстислава Удатного из Новгорода и первый захват Галича Мстиславом;
- Бракосочетание дочери Мстислава Анны с Даниилом Романовичем;
- Захват Даниилом Романовичем Берестья и других городов, отданных ранее Лешеку при его вмешательстве в борьбу за волынский престол;
- Венгро-польский поход на Галич, сбор войск Мстиславом и Ольговичами, осада города венграми и его сдача;
- Второй и третий походы Мстислава на Галич (1220-21).

## История
Первые попытки смоленских князей распространить своё влияние на Галич относятся в 1188 году, когда Роман Мстиславич волынский, зять Рюрика Ростиславича, не смог удержаться в Галиче. Ольговичи тогда не поддержали Рюрика, запросив в обмен все киевские земли. Затем в 1210 году сын Рюрика Ростислав непродолжительное время княжил в Галиче, изгнав Игоревичей. В последовавшей в 1211 году казни Игоревичей в Галиче глава рода Ольговичей Всеволод Чермный прямо обвинял смоленских Ростиславичей, и Ростислав Рюрикович мог иметь отношения к тем событиям.

### Первый поход
По одной из версий, Мстислав занял Галич в первый раз уже в 1215 году, когда ушёл из Новгорода, сославшись на наличие дел на юге. Известно о том, что он просил венгерского короля дать ему Галич, а также об осаде Галича русским войском, не нашедшей отражение в русских летописях, после которого Андраш II вывез своего сына Коломана в Венгрию, а также о планах младших Всеволодовичей суздальских относительно Галича в случае победы в Липицкой битве в следующем году, где Галич поставлен в один ряд с Киевом, Новгородом и Смоленском, занимаемыми непосредственно смоленскими Ростиславичами.
Однако, основные успешные действия Мстислава по овладению Галичем были предприняты после его ухода из Новгорода в 1217 году, когда он передал новгородский престол сыну Мстислава Киевского Святославу. Мстислав занял Галич в 1218 году при поддержке своего двоюродного брата Владимира Рюриковича смоленского во время участия основных венгерских сил в пятом крестовом походе.
Примечательно, что галичане все и Судислав послали за Даниилом, вероятно, считая исходящую от него угрозу боярской самостоятельности меньшей, чем угрозу со стороны Мстислава. Даниил же не спешил ехать, предпочитая не вступать в конфликт с мощнейшей на тот момент княжеской группировкой на Руси и не оспаривая прав старшинства у своего двоюродного дяди.

### Возвращение Галича венграми
В 1219 году Мстислав заключил союз с Даниилом Романовичем Волынским, выдав за него свою дочь Анну, Даниил развернул успешные военные действия против краковского князя Лешека Белого, после чего Лешек склонился к союзу с венгерским королём Андрашем II против Мстислава и Даниила. В том же году объединённое венгро-польское войско осадило Галич. Мстислав привёл союзных Ольговичей и поручил Даниилу Романовичу сесть в осаду в Галиче. Но по какой-то причине Мстислав с венграми в полевое сражение не вступил, и разрешил Даниилу оставить город.
Фразу Мстислава в адрес Даниила, последовавшую за потерей Галича,

Поиди, княже, в Володимерь, а я поиду в половци, мьстивЕ сорома своего.

Соловьёв С. М. комментирует следующим образом:

Но не к половцам отправился Мстислав: он пошел на север, там освободил Новгород от Ярослава Всеволодовича, одержал Липецкую победу и только в 1218 году явился опять на юге.

### Второй и третий походы
Зимой 1220/21 г. Мстислав с половцами вновь пошёл на Галич. Венгерское войско встретило его на подступах к городу. Битва продолжалась несколько часов и не принесла князю успеха. Союзник Мстислава Даниил и союзные венграм поляки отвлекали друг друга. Весной 1221 года Мстислав вновь подступил к Галичу. Разбив венгерский гарнизон около городских ворот, Мстислав ворвался в Галич. Плененного королевича Коломана отослали в принадлежавший Мстиславу город Торческ. Венгерский король Андраш II, чтобы освободить сына из плена, был вынужден начать переговоры. После заключения мира с венгерским королём и выдачи за его сына Андраша своей дочери Марии Мстислав окончательно утвердился в Галиче (1221).

## Комментарии
1. ↑  В 1211 году венгры и поляки привели юного Даниила к власти в Галиче, но он не смог там удержаться
2. ↑  
Мне, брат Ярослав, Владимирская земля и Ростовская, а тебе Новгород; а Смоленск брату нашему Святославу, а Киев дадим черниговским князьям, а Галич — нам же.
ПОВЕСТЬ О БИТВЕ НА ЛИПИЦЕ Архивная копия от 14 марта 2016 на Wayback Machine
3. ↑  По новгородской летописи 6727 ультрамартовский год, см. Бережков Н. Г. «Хронология русского летописания»
4. ↑  Остался княжить в Овруче после смерти своего старшего брата Ростислава примерно в то же время.